# رود ويشارت
رود ويشارت (بالإنجليزية: Rod Wishart)‏ هو لاعب دوري الرغبي أسترالي، ولد في 15 أكتوبر 1968 في Gerringong, New South Wales ‏ في أستراليا.